# 湯姆·伍頓
湯姆·伍頓（英語：Tom Wootton）是英國保守黨當地政治家。他在2023 年 5 月的地方選舉中直接當選為貝德福德市長，並擔任維波士頓區貝德福德區議員。 